# Gracilariaceae
Gracilariaceae, porodica crvenih algi iz razreda Florideophyceae, dio je podrazreda Rhodymeniophycidae i smještena je u vlastiti red Gracilariales. Pripada joj preko 230 vrsta u devet rodova. Ime je došlo po rodu Gracilaria

## Sistematika
- Corallopsis Greville
- Plocaria Nees
- Subfamilia Gracilarioideae Stizenberger
  - Tribus Gracilarieae Willkomm
    - Agarophyton Gurgel, J.N.Norris & Fredericq
    - Crassiphycus Guiry, J.N.Norris, Fredericq & Gurgel
    - Gracilaria Greville
    - Hydropuntia Montagne

  - Tribus Gracilariopsideae Gurgel, J.N.Norris & Fredericq
    - Gracilariopsis E.Y.Dawson
- Subfamilia Melanthalioideae Gurgel, Fredericq & J.N.Norris
  - Curdiea Harvey
  - Melanthalia Montagne